# Rudolf Harramach
Rudolf Harramach (* 23. April 1915 in Wien; † 16. Februar 1979 ebenda) war österreichischer Privatangestellter und Politiker (ÖVP). Harramach war von 1959 bis 1973 Mitglied des Bundesrates sowie Generalsekretär des Österreichischen Arbeitnehmerinnen- und Arbeitnehmerbunds (ÖAAB) von 1956 bis 1972.

## Leben
Nach Abschluss der Technisch-gewerblichen Bundeslehranstalt Mödling (Elektrotechnik) begann Rudolf Harramach sein politisches Wirken 1949, als er zum Betriebsrat beim Stahlkonzern Schoeller-Bleckmann gewählt wurde. Noch im selben Jahr trat er der ÖVP bei.
Durch seine Arbeit als Betriebsrat fand er Zugang zum ÖAAB und trat diesem 1950 ebenfalls bei. Nach mehreren verschiedenen leitenden Funktionen innerhalb des ÖAAB wurde Rudolf Harramach 1956 zum Generalsekretär des ÖAAB gewählt. Er hatte diese Funktion für 16 Jahre inne. Weiters war Harramach vom 11. Dezember 1959 bis 23. November 1973 als Bundesrat tätig. Später wurde er in den Aufsichtsrat der österreichischen Mineralölverwaltung (OMV AG) gewählt.

## Auszeichnungen
- 1969: Großes Ehrenzeichen für Verdienste um die Republik Österreich[1]
- 1974: Großes Silbernes Ehrenzeichen für Verdienste um die Republik Österreich[1]